# Italiens Grand Prix
Italiens Grand Prix är en deltävling i Formel 1-VM som körs på Autodromo Nazionale Monza, tio kilometer nordost om Milano i Italien. År 1980 kördes det dock på Autodromo Enzo e Dino Ferrari i Imola.

## Historia
Italiens Grand Prix är det Grand Prix-loppet som körts flest gånger på samma bana, vilket är högfartsbanan Autodromo Nazionale Monza. Banan var den första relativt korta banan som byggdes på permanent basis för att hålla tävlingar, och redan innan andra världskriget var den tillsammans med Tysklands Grand Prix det Grand Prix-loppet som var mest prestigefyllt. Förkrigstidens största förare tillhörde vinnarna i Italiens Grand Prix, och Alfa Romeo vann tävlingen flera gånger med Tazio Nuvolari och Luigi Fagioli som förare. Efter det dominerades den senare halvan av 1930-talet av tyska bilar, innan både Tyskland och Italien gick ut i andra världskriget.
Efter krigsslutet hade Italien inte alls samma sanktioner mot sig som den styckade tyska nationen, och redan 1947 hölls Italiens Grand Prix igen. Dock dröjde det till 1949 innan Monza fick tillbaka tävlingen, och då kunde Alberto Ascari ta den första segern för Ferrari som konstruktör. 1950 grundades ett världsmästerskap för förare, senare känt som Formel 1-VM, och Monza stod som värd för finalen, där Alfa Romeos Giuseppe Farina kunde säkra VM-titeln genom segern.
Italien har arrangerat Formel 1 varje år sedan världsmästerskapet instiftades, och Ferrari har alltid varit det mest populära teamet. Det är tradition på Monza att publiken invaderar banan inför prisutdelningen, vilket genomförs utan bråk trots den stora folksamlingen. Det gör att tävlingen och prisutdelningen får en unik atmosfär, och tävlingen är det race där publiken kommer närmast förarna. 
Monza som bana har med sina höga farter varit scen för fyra dödsolyckor inom Formel 1. Den första var 1961, när Wolfgang von Trips kolliderade med Jim Clark, och körde in i en folkmassa som var olämpligt placerade vid sidan av banan, vilket dödade von Trips och ett flertal åskådare. 1970 förlorade Jochen Rindt bromsförmågan på sin Lotus och kraschade handlöst i ett räcke, och avled. Det gjorde att Lotus bannlystes från deltagande i 1971 års tävling, ett race som kom att bli Formel 1:s allra snabbaste ända fram till att rekordet slogs 2003. Peter Gethin vann med en hundradel av en sekund före Ronnie Peterson, och de fem första gick i mål inom en sekund. De enorma farterna gjorde att tre chikaner installerades året efter, men 1978 skedde en tragedi igen, då ovan nämna Peterson, som var trefaldig vinnare av tävlingen, blev påkörd bakifrån efter att bilar längst bak blivit startflaggade medan de fortfarande rullade fram till starten. Peterson drabbades av komplicerade benbrott, och drabbades av emboli under natten på sjukhuset och avled. I 2000 års tävling träffades funktionären Piero Ghislimberti av ett hjul i huvudet från en masskrasch på första varvet, vilket fick honom att avlida efteråt.
Trots dessa olyckor har säkerheten kring Monza förbättras, och även om avåkningszonerna är begränsade så är bilarna tillräckligt säkra för att förare ska klara sig från högfartsolyckor relativt oskadda.
I juli 2020 bestämdes det att Formel 1 skulle arrangera tre lopp i Italien. Förutom Monza genomfördes Emilia-Romagnas Grand Prix på Imola och Toscanas Grand Prix på Mugello.

## Vinnare Italiens Grand Prix
Ljusröd bakgrund betyder att loppet inte ingick i Formel 1-VM.
Ljusgul bakgrund betyder att loppet ingick i Europamästerskapet för Grand Prix-förare.
| År          | Bana                | Förare                          | Konstruktör        |
| ----------- | ------------------- | ------------------------------- | ------------------ |
| 2023        | Monza               | Max Verstappen                  | Red Bull Racing    |
| 2022        | Monza               | Max Verstappen                  | Red Bull Racing    |
| 2021        | Monza               | Daniel Ricciardo                | McLaren-Mercedes   |
| 2020        | Monza               | Pierre Gasly                    | Alpha Tauri-Honda  |
| 2019        | Monza               | Charles Leclerc                 | Ferrari            |
| 2018        | Monza               | Lewis Hamilton                  | Mercedes           |
| 2017        | Monza               | Lewis Hamilton                  | Mercedes           |
| 2016        | Monza               | Nico Rosberg                    | Mercedes           |
| 2015        | Monza               | Lewis Hamilton                  | Mercedes           |
| 2014        | Monza               | Lewis Hamilton                  | Mercedes           |
| 2013        | Monza               | Sebastian Vettel                | Red Bull-Renault   |
| 2012        | Monza               | Lewis Hamilton                  | McLaren-Mercedes   |
| 2011        | Monza               | Sebastian Vettel                | Red Bull-Renault   |
| 2010        | Monza               | Fernando Alonso                 | Ferrari            |
| 2009        | Monza               | Rubens Barrichello              | Brawn-Mercedes     |
| 2008        | Monza               | Sebastian Vettel                | Toro Rosso-Ferrari |
| 2007        | Monza               | Fernando Alonso                 | McLaren-Mercedes   |
| 2006        | Monza               | Michael Schumacher              | Ferrari            |
| 2005        | Monza               | Juan Pablo Montoya              | McLaren-Mercedes   |
| 2004        | Monza               | Rubens Barrichello              | Ferrari            |
| 2003        | Monza               | Michael Schumacher              | Ferrari            |
| 2002        | Monza               | Rubens Barrichello              | Ferrari            |
| 2001        | Monza               | Juan Pablo Montoya              | Williams-BMW       |
| 2000        | Monza               | Michael Schumacher              | Ferrari            |
| 1999        | Monza               | Heinz-Harald Frentzen           | Jordan-Mugen Honda |
| 1998        | Monza               | Michael Schumacher              | Ferrari            |
| 1997        | Monza               | David Coulthard                 | McLaren-Mercedes   |
| 1996        | Monza               | Michael Schumacher              | Ferrari            |
| 1995        | Monza               | Johnny Herbert                  | Benetton-Renault   |
| 1994        | Monza               | Damon Hill                      | Williams-Renault   |
| 1993        | Monza               | Damon Hill                      | Williams-Renault   |
| 1992        | Monza               | Ayrton Senna                    | McLaren-Honda      |
| 1991        | Monza               | Nigel Mansell                   | Williams-Renault   |
| 1990        | Monza               | Ayrton Senna                    | McLaren-Honda      |
| 1989        | Monza               | Alain Prost                     | McLaren-Honda      |
| 1988        | Monza               | Gerhard Berger                  | Ferrari            |
| 1987        | Monza               | Nelson Piquet                   | Williams-Honda     |
| 1986        | Monza               | Nelson Piquet                   | Williams-Honda     |
| 1985        | Monza               | Alain Prost                     | McLaren-TAG        |
| 1984        | Monza               | Niki Lauda                      | McLaren-TAG        |
| 1983        | Monza               | Nelson Piquet                   | Brabham-BMW        |
| 1982        | Monza               | René Arnoux                     | Renault            |
| 1981        | Monza               | Alain Prost                     | Renault            |
| 1980        | Imola               | Nelson Piquet                   | Brabham-Ford       |
| 1979        | Monza               | Jody Scheckter                  | Ferrari            |
| 1978        | Monza               | Niki Lauda                      | Brabham-Alfa Romeo |
| 1977        | Monza               | Mario Andretti                  | Lotus-Ford         |
| 1976        | Monza               | Ronnie Peterson                 | March-Ford         |
| 1975        | Monza               | Clay Regazzoni                  | Ferrari            |
| 1974        | Monza               | Ronnie Peterson                 | Lotus-Ford         |
| 1973        | Monza               | Ronnie Peterson                 | Lotus-Ford         |
| 1972        | Monza               | Emerson Fittipaldi              | Lotus-Ford         |
| 1971        | Monza               | Peter Gethin                    | BRM                |
| 1970        | Monza               | Clay Regazzoni                  | Ferrari            |
| 1969        | Monza               | Jackie Stewart                  | Tyrrell            |
| 1968        | Monza               | Denny Hulme                     | McLaren-Ford       |
| 1967        | Monza               | John Surtees                    | Honda              |
| 1966        | Monza               | Ludovico Scarfiotti             | Ferrari            |
| 1965        | Monza               | Jackie Stewart                  | BRM                |
| 1964        | Monza               | John Surtees                    | Ferrari            |
| 1963        | Monza               | Jim Clark                       | Lotus-Climax       |
| 1962        | Monza               | Graham Hill                     | BRM                |
| 1961        | Monza               | Phil Hill                       | Ferrari            |
| 1960        | Monza               | Phil Hill                       | Ferrari            |
| 1959        | Monza               | Stirling Moss                   | Cooper-Climax      |
| 1958        | Monza               | Tony Brooks                     | Vanwall            |
| 1957        | Monza               | Stirling Moss                   | Vanwall            |
| 1956        | Monza               | Stirling Moss                   | Maserati           |
| 1955        | Monza               | Juan Manuel Fangio              | Mercedes-Benz      |
| 1954        | Monza               | Juan Manuel Fangio              | Mercedes-Benz      |
| 1953        | Monza               | Juan Manuel Fangio              | Maserati           |
| 1952        | Monza               | Alberto Ascari                  | Ferrari            |
| 1951        | Monza               | Alberto Ascari                  | Ferrari            |
| 1950        | Monza               | Nino Farina                     | Alfa Romeo         |
| 1949        | Monza               | Alberto Ascari                  | Ferrari            |
| 1948        | Parco del Valentino | Jean-Pierre Wimille             | Alfa Romeo         |
| 1947        | Milano              | Carlo Felice Trossi             | Alfa Romeo         |
| 1946 - 1939 | Inga tävlingar      | Inga tävlingar                  | Inga tävlingar     |
| 1938        | Monza               | Tazio Nuvolari                  | Auto Union         |
| 1937        | Livorno             | Rudolf Caracciola               | Mercedes-Benz      |
| 1936        | Monza               | Bernd Rosemeyer                 | Auto Union         |
| 1935        | Monza               | Hans Stuck                      | Auto Union         |
| 1934        | Monza               | Luigi Fagioli Rudolf Caracciola | Mercedes-Benz      |
| 1933        | Monza               | Luigi Fagioli                   | Alfa Romeo         |
| 1932        | Monza               | Tazio Nuvolari                  | Alfa Romeo         |
| 1931        | Monza               | Giuseppe Campari Tazio Nuvolari | Alfa Romeo         |
| 1930 - 1929 | Inga tävlingar      | Inga tävlingar                  | Inga tävlingar     |
| 1928        | Monza               | Louis Chiron                    | Bugatti            |
| 1927        | Monza               | Robert Benoist                  | Delage             |
| 1926        | Monza               | Louis Charavel                  | Bugatti            |
| 1925        | Monza               | Gastone Brilli-Peri             | Alfa Romeo         |
| 1924        | Monza               | Antonio Ascari                  | Alfa Romeo         |
| 1923        | Monza               | Carlo Salamano                  | Fiat               |
| 1922        | Monza               | Pietro Bordino                  | Fiat               |
| 1921        | Brescia             | Jules Goux                      | Ballot             |